# Kyoto Animation

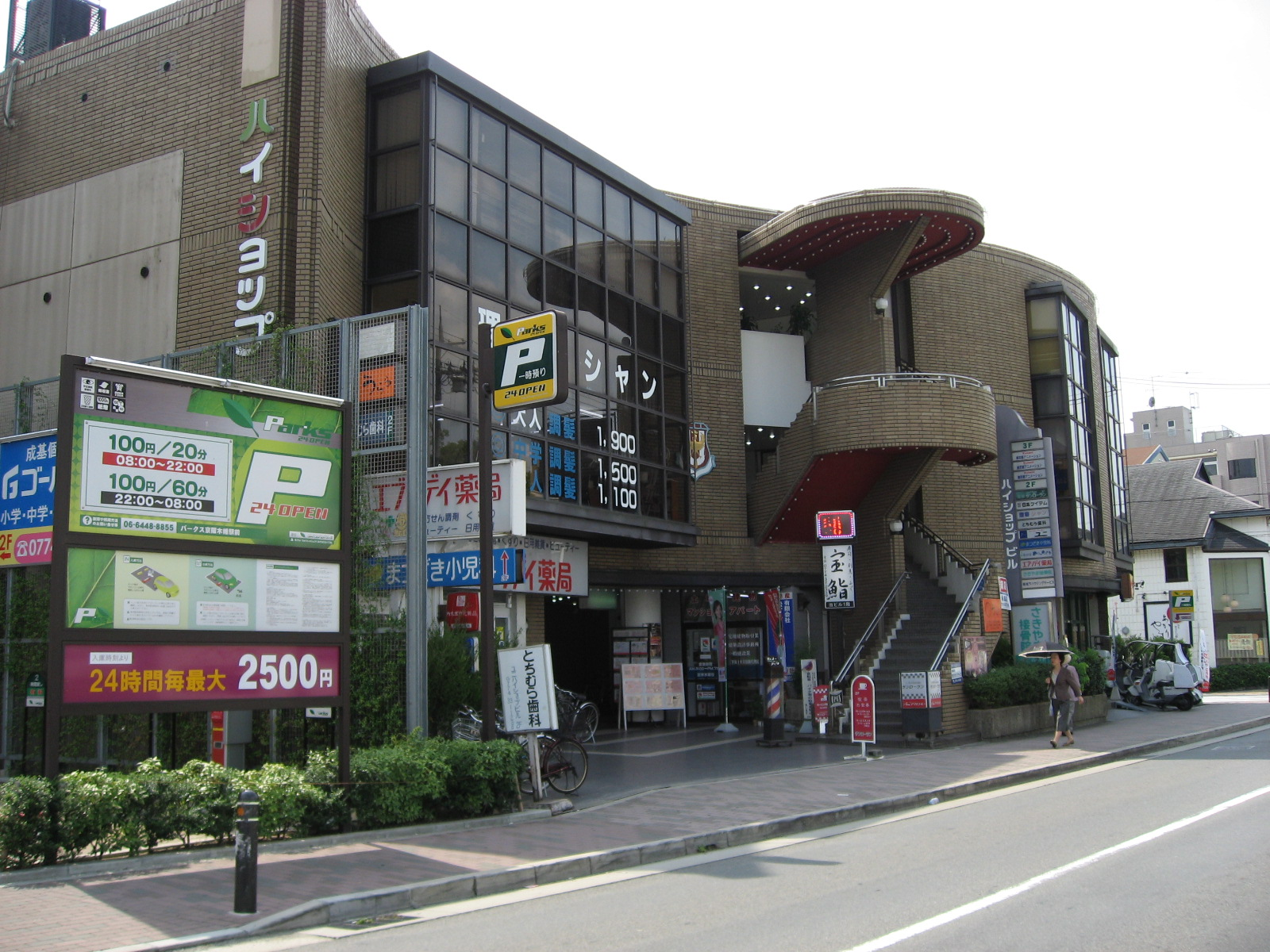
Studio della Kyoto Animation

Kyoto Animation (京都アニメーション?, Kyōto Animēshon, spesso abbreviata in "KyoAni") è uno studio di animazione giapponese fondato nel 1981, considerato uno tra i migliori al mondo per il suo eccezionale comparto tecnico e famoso, tra l'altro, per opere come La malinconia di Haruhi Suzumiya.

## Storia

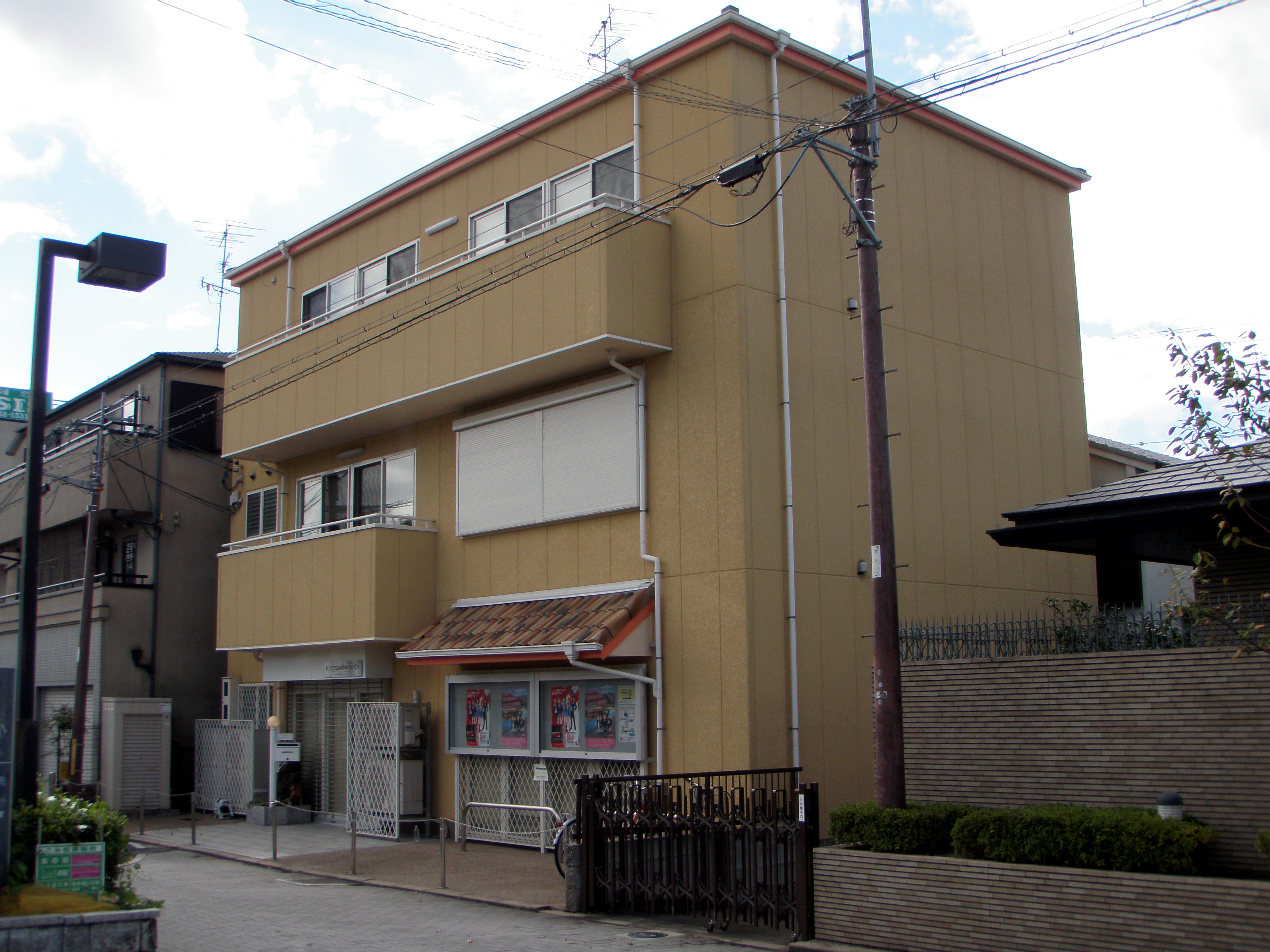
Sede centrale della Kyoto Animation, studio 2

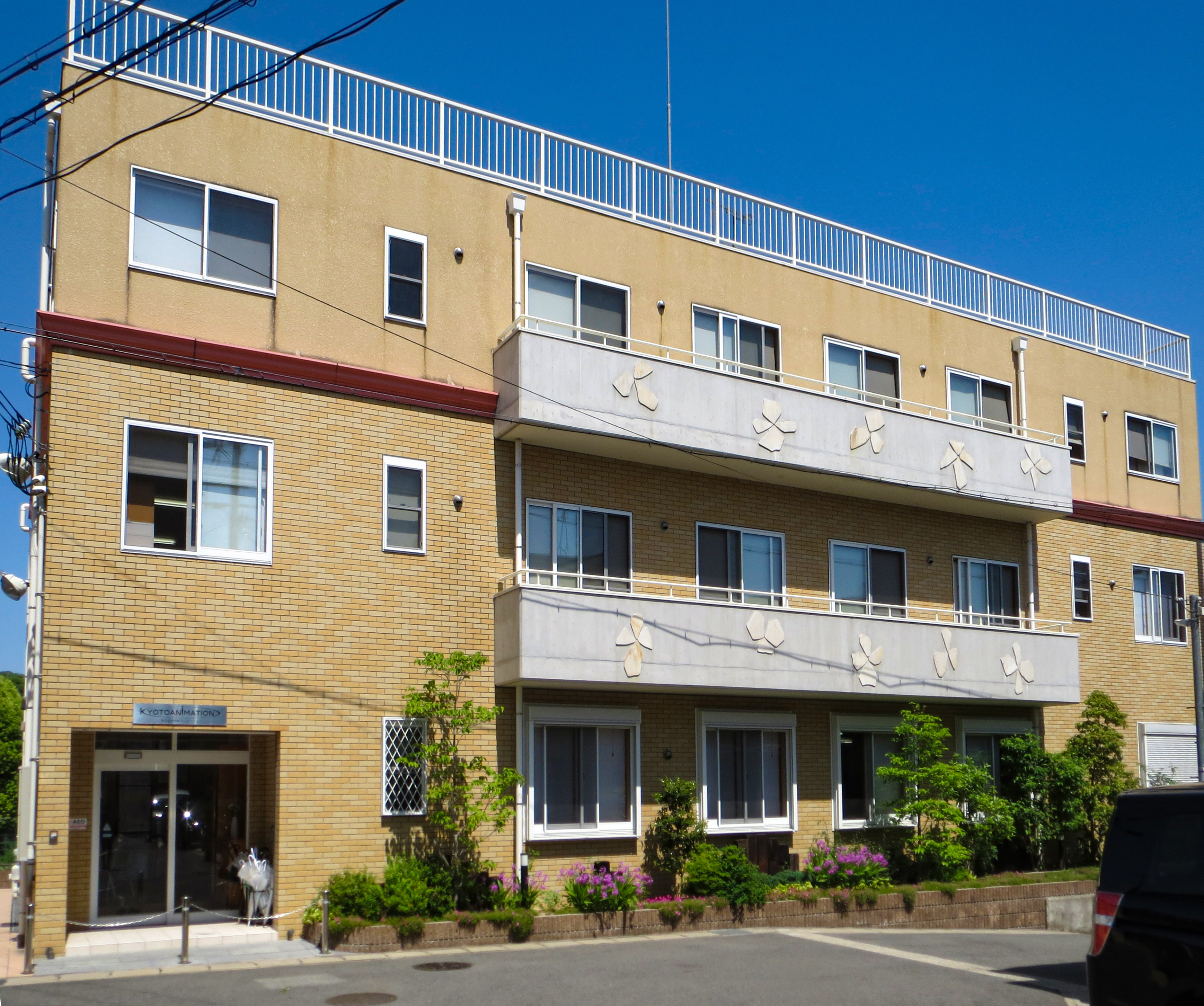
Il primo studio della Kyoto Animation a Fushimi-ku, Kyoto, Giappone, prima dell'incendio doloso del 2019

La Kyoto Animation è stata fondata nel 1985 dalla coppia sposata Yoko e Hideaki Hatta e nello stesso anno divenne una società a responsabilità limitata, mentre nel 1999 diventò una società per azioni
La vicepresidente Yoko Hatta ha lavorato come pittrice presso la Mushi Production e solo dopo aver sposato suo marito, l'attuale presidente, si è trasferita a Kyoto. Il logo dell'azienda deriva dal kanji kyō (京?), ovvero il primo carattere di Kyoto (京都?).
Dal 2009, l'azienda organizza gli annuali Kyoto Animation Awards in tre categorie: romanzi originali (light novel), manga e scenari. Alcuni vincitori vengono pubblicati sotto l'etichetta KA Esuma Bunko della società e hanno successivamente la possibilità di essere adattate come anime.
Amore, Chunibyo e altre delusioni, gratis! , Beyond the Boundary e Myriad Colors Phantom World sono romanzi che hanno ricevuto una menzione d'onore in questo concorso. Nel 2014, Violet Evergarden è diventato il primo e unico romanzo a vincere il premio in tutte e tre le categorie.
A differenza della maggior parte degli studi di animazione, i dipendenti non sono lavoratori autonomi, ma assunti con contratto e formati internamente.
Questa scelta organizzativa è stata apprezzata perché incoraggia il personale a concentrarsi sulla qualità dei singoli frame, piuttosto che sul raggiungimento di quote di produzione.
Lo studio è stato elogiato per l'eccellente trattamento riservato ai propri collaboratori e, nel 2020, ha ricevuto il Diversity Award da Women in Animation per il suo impegno nella promozione di un ambiente di lavoro paritario e nell'incoraggiamento delle donne a intraprendere una carriera nel settore.
Nell'aprile 2020, la società ha annunciato che avrebbe sospeso le attività per cun mese a causa della pandemia di COVID-19, successivamente la pausa venne estesa fino alla fine di maggio.

### Animazion Do
Una società affiliata, Animation Do Co., Ltd. (株式会社アニメーションドゥウ?, Kabushiki-gaisha Animēshon Dū) , è stata fondata nel 2000 con lo scopo di supportare le attività produttive della Kyoto Animation. Nata inizialmente come sede dello studio a Osaka, è diventata una società a responsabilità limitata nel 2000 e successivamente trasformata in società per azioni nel 2010. Entrambe le società sono amministrate congiuntamente da Hideaki Hatta. Con la Kyoto Animation come appaltatore principale, le due aziende operavano di fatto come un'unica entità produttiva, realizzando opere sotto l'etichetta Animation Do.
Il 16 settembre 2020, la pubblicazione Kanpō del National Printing Bureau ha annunciato che la Kyoto Animation ha assorbito completamente la Animation Do, acquisendone tutti i diritti e le proprietà associate.

### Attacco incendiario del 2019
La mattina del 18 luglio 2019, intorno alle 10:31, un incendio doloso scoppiato nel primo studio della Kyoto Animation, situato nel quartiere di Fushimi a Kyoto, causò la morte di 36 persone, tra cui i registi Yasuhiro Takemoto e Yoshiji Kigami.  Altre 34 persone rimasero ferite, compreso il presunto attentatore.
Il responsabile, Shinji Aoba, 41 anni, ammise in seguito di aver compiuto l’attacco.
L’incendio distrusse quasi completamente l’edificio, compresi gran parte dei materiali e delle attrezzature informatiche.
Aoba è stato condannato a morte nel gennaio 2024.

## Titoli
| Titolo                                                          | Tipo                    | Anno |
| --------------------------------------------------------------- | ----------------------- | ---- |
| Munto                                                           | Serie TV                | 2003 |
| Full Metal Panic? Fumoffu                                       | Serie TV                | 2003 |
| Munto 2                                                         | Serie TV                | 2004 |
| Air                                                             | Serie TV                | 2004 |
| Full Metal Panic! The Second Raid                               | Serie TV                | 2005 |
| Wari to Hima na Sentaichou no Ichinichi                         | OAV                     | 2006 |
| La malinconia di Haruhi Suzumiya                                | Serie TV                | 2006 |
| Kanon                                                           | Serie TV                | 2006 |
| Lucky Star                                                      | Serie TV                | 2007 |
| Clannad                                                         | Serie TV                | 2007 |
| Clannad After Story                                             | Serie TV                | 2008 |
| Sora wo Miageru Shoujo no Hitomi ni Utsuru Sekai                | Serie TV                | 2009 |
| La Malinconia di Haruhi-chan Suzumiya                           | ONA                     | 2009 |
| Nyoro~n Churuya-san                                             | ONA                     | 2009 |
| K-On!                                                           | Serie TV                | 2009 |
| Tonari no 801-chan (annullato)                                  | Serie TV                | 2009 |
| Tenjoubito to Akutobito Saigo no Tatakai                        | Film                    | 2009 |
| K-On!!                                                          | Serie TV                | 2010 |
| Suzumiya Haruhi no shōshitsu                                    | Film                    | 2010 |
| Nichijou                                                        | Serie TV                | 2011 |
| K-On!                                                           | Film                    | 2011 |
| Hyouka                                                          | Serie TV                | 2012 |
| Chūnibyō Demo Koi ga Shitai!                                    | Serie TV                | 2012 |
| Chūnibyō Demo Koi ga Shitai!Lite                                | ONA                     | 2012 |
| Hyouka                                                          | OAV                     | 2013 |
| Chūnibyō Demo Koi ga Shitai!Depth of field                      | OAV                     | 2013 |
| Free!                                                           | Serie TV                | 2013 |
| Tamako Market                                                   | Serie TV                | 2013 |
| Chūnibyō Demo Koi ga Shitai!Kirameki no Slapstick Noel          | OAV                     | 2013 |
| Kyōkai no kanata                                                | Serie TV                | 2013 |
| Kyōkai no kanata: idol saiban!                                  | ONA                     | 2013 |
| Takanashi Rikka Kai: Gekijō-ban Chūnibyō Demo Koi ga Shitai!    | Film                    | 2013 |
| Chuunibyou demo Koi ga Shitai! Ren!                             | Serie TV                | 2014 |
| Chuunibyou demo Koi ga Shitai! Ren! Lite                        | ONA                     | 2014 |
| Tamako Love Story                                               | Film Original net anime | 2014 |
| Free! Eternal Summer                                            | Serie TV                | 2014 |
| Kyōkai no kanata Episode 0: shinonomeme                         | OAV                     | 2014 |
| Amagi Brilliant Park                                            | Serie TV                | 2014 |
| Hibike! Euphonium                                               | Serie TV                | 2015 |
| Gekijōban kyōkai no kanata: I'll Be Here: kako-hen              | Film                    | 2015 |
| Gekijōban kyōkai no kanata: I'll Be Here: mirai-hen             | Film                    | 2015 |
| Amagi Brilliant Park                                            | OAV                     | 2015 |
| High Speed! Free! Starting Days                                 | Film                    | 2015 |
| Amagi Brilliant Park: Wakuwaku Mini Theater Rakugaki Backstage  | OAV                     | 2015 |
| Hibike! Euphonium: Special 1-7                                  | OAV                     | 2015 |
| Hibike! Euphonium: Kakedasu Monaka                              | OAV                     | 2016 |
| Myriad Colors Phantom World                                     | Serie TV                | 2016 |
| Gekijōban Hibike! Euphonium: Kitauji Kōkō Suisōraku-bu e Yōkoso | Film                    | 2016 |
| La forma della voce - A Silent Voice                            | Film                    | 2016 |
| Hibike! Euphonium 2                                             | Serie TV                | 2016 |
| Kobayashi-san chi no maid dragon                                | Serie TV                | 2017 |
| Violet Evergarden                                               | Serie TV                | 2018 |
| Free! Dive to the future                                        | Serie TV                | 2018 |
| Tsurune                                                         | Serie TV                | 2018 |
| Violet Evergarden: Eternity and the Auto Memory Doll            | Film                    | 2019 |
| Violet Evergarden: Il film                                      | Film                    | 2020 |
| Kobayashi-san chi no maid dragon S                              | Serie TV                | 2021 |
| Free! The Final Stroke                                          | Film                    | 2022 |
| Gekijōban Tsurune: Hajimari no Issha                            | Film                    | 2022 |
| City the Animation                                              | Serie TV                | 2025 |
| Kobayashi-san Chi no Maid Dragon: Samishigariya no Ryū          | Film                    | 2025 |

### Altre partecipazioni
Seguono alcuni titoli in cui la Kyoto Animation ha collaborato in fasi più specifiche della produzione.
- F - Motori in pista (1988)
- On Your Mark (1995)
- Inuyasha (2000-2004)